# Dirt (serie de televisión)
Dirt (estilizado como d!rt) es una serie de televisión estadounidense emitida por la cadena FX. Se estrenó el 2 de enero de 2007 y fue protagonizada por Courteney Cox como Lucy Spiller, la editora en jefe de la primera revista de su tipo "tabloide brillante" DirtNow, que anteriormente era dos publicaciones separadas: dirt (un tabloide) y Now (una revista brillante con una reputación más respetable). El 8 de mayo de 2007 se anunció una segunda y última temporada de 13 episodios. Sin embargo, sólo se produjeron siete episodios antes de que la huelga de la WGA de 2007 cerrara la producción. La segunda temporada abreviada comenzó a transmitirse el 2 de marzo de 2008. 
Dirt fue creado por Matthew Carnahan y producido por Coquette Productions y ABC Studios. El 8 de junio de 2008, FX canceló la serie después de dos temporadas.

## Personajes

### Principal
- Lucy Spiller (Courteney Cox)
- Don Konkey (Ian Hart)
- Holt McLaren (Josh Stewart)
- Willa McPherson (Alexandra Breckenridge)
- Julia Mallory (Laura Allen)
- Leo Spiller (Will McCormack)

### Secundario
- Brent Barrow (Jeffrey Nordling)
- Sharlee Cates (Ashley Johnson)
- Tina Harrod (Jennifer Aniston)
- Prince Tyreese (Rick Fox)
- Gibson Horne (Timothy Bottoms)
- Garbo (Carly Pope)
- Jack Dawson (Grant Show)
- Johnny Gage (Johann Urb)
- Kira Klay (Shannyn Sossamon)
- Farber Kauffman (Ryan Eggold)

## Producción
La primera temporada consistió en 13 episodios de una hora de duración. La producción comenzó en septiembre de 2006, pero el piloto se volvió a filmar para incluir un cameo de David Fincher y agregar más del personaje de Courteney Cox. La producción del piloto original comenzó en Los Ángeles en marzo de 2006.
Dirt fue el noveno piloto de una serie dramática filmada para FX. Courteney Cox y David Arquette fueron los productores ejecutivos del programa.

## Episodios

### Resumen de la serie
| Temporada | Temporada | Episodios | Emisión original   | Emisión original    |
| Temporada | Temporada | Episodios | Inicio             | Final               |
| --------- | --------- | --------- | ------------------ | ------------------- |
|           | 1         | 13        | 2 de enero de 2007 | 27 de marzo de 2007 |
|           | 2         | 7         | 2 de marzo de 2008 | 13 de abril de 2008 |

## Estreno de la segunda temporada y ratings
Dirt se recogió originalmente para 13 episodios adicionales. Sin embargo, antes de la huelga de escritores, solo se habían escrito 7 episodios. El rodaje de estos episodios terminó en diciembre de 2007. Después de que se resolvió la huelga, FX optó por no producir los 6 episodios restantes por "razones económicas" que no afectaron las posibilidades de renovación del programa.
No solo se redujo la temporada de 13 a 7 episodios, sino que también se trasladó a un horario competitivo, los domingos a las 10 p. m. FX comenzó una fuerte promoción para el programa en diciembre de 2007, pero solo alrededor de 1.7 millones de personas sintonizaron el estreno el 2 de marzo de 2008.
La temporada comenzó con calificaciones consistentes en las primeras semanas. Pero después de alcanzar su pico en 1.6 millones a mitad de temporada, las calificaciones comenzaron a caer, terminando con 0.2 millones en la final.
Si bien la primera temporada no recibió muchos elogios positivos de la crítica, la segunda y última temporada fue un poco más bien recibida, TV Guide dijo que "es basura, llamativa y ridículamente adictiva", Associated Press declaró que "es una diversión de perro come perro", y Entertainment Weekly describió la actuación de Cox como "deliciosamente desviada" y le dio al programa una B-, a diferencia de la temporada 1 que obtuvo una C-.
Dirt no se renovó por tercera temporada.